# Rudi Bahr
Rudi Bahr (* 11. September 1920 in Stettin; † 16. April 1999) war ein deutscher Politiker der SPD.

## Leben

### Ausbildung und Beruf
Rudi Bahr besuchte die Realschule und schloss eine Kaufmannslehre mit der Gehilfenprüfung ab. Er wurde Industriekaufmann. Bahr legte die erste und zweite Verwaltungsprüfung ab. Zuletzt war er als städtischer Oberverwaltungsrat tätig. Gemäß Landesrechtsstellungsgesetz befand er sich seit dem Jahr 1975 im Ruhestand.

### Politik
Rudi Bahr war ab dem Jahr 1957 Mitglied der SPD. Er fungierte als Ortsvereinsvorsitzender und stellvertretender Unterbezirksvorsitzender. Er war Mitglied der Gewerkschaft Öffentliche Dienste, Transport und Verkehr und der Gewerkschaft Erziehung und Wissenschaft.
Rudi Bahr war vom 25. Juli 1966 bis zum 28. Mai 1980 direkt gewähltes Mitglied des 6., 7. und 8. Landtages von Nordrhein-Westfalen für den Wahlkreis 075 Duisburg IV.

## Ehrungen
Bahr wurde am 7. November 1996 mit dem Verdienstorden des Landes Nordrhein-Westfalen ausgezeichnet.